# Carnaval de Isla Cristina
El carnaval de Isla Cristina, en la provincia de Huelva, es uno de los más antiguos y famosos de España y está declarado como Fiesta de Interés Turístico de Andalucía, además de ser el carnaval andaluz que más interés suscita tras el de Cádiz. Celebrado 40 días antes de la Semana Santa, coincidiendo el "entierro de la Sardina" con el miércoles de Ceniza, tanto el pueblo isleño como los foráneos participan activamente en comparsas, cabalgata de carrozas, bailes y concursos de disfraces. El gusto de los isleños por esta fiesta es tal que hizo que se celebrara incluso durante los años de la represión durante la dictadura, cuando se denominaba, debido a la prohibición, Fiestas Típicas de Invierno (del mismo modo que en Cádiz eran denominadas Fiestas Típicas Gaditanas). Es igualmente la fiesta con mayor presupuesto del ayuntamiento con motivo de la gran afluencia de público y al masivo seguimiento local. Es, finalmente, uno de los que poseen más relevancia y seguimiento, con varias retrasmisiones por RTVE y numerosas citas en prensa.

...uno de los carnavales más importantes de España.
Ideal

## Fecha de celebración

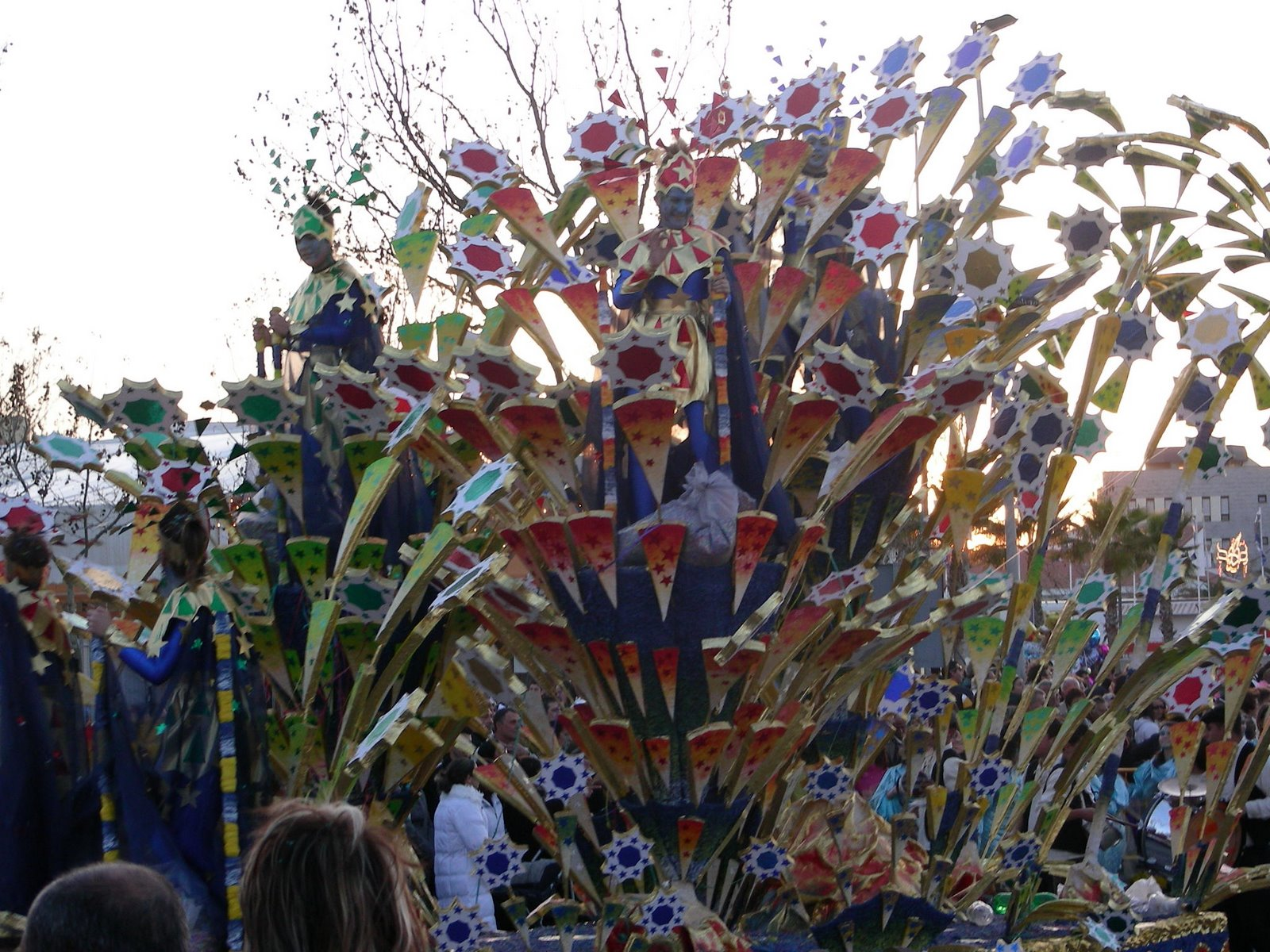
Cabalgata el domingo de Carnaval, avenida Parque.

El carnaval se prolonga durante al menos 21 días, desde el día siguiente al Pregón del Carnaval, hasta el domingo de Piñata de tres semanas más tarde. Si el número de agrupaciones a actuar es muy elevado, las dos semanas de teatro pueden convertirse en tres, adelantándose el carnaval una semana. Los días de celebración del carnaval no son estables, es lo que se conoce como una fecha móvil en el calendario. Depende de la Semana Santa, y ésta a su vez de un más o menos complicado cálculo lunar respecto a la entrada del equinoccio de primavera. Teniendo esta fecha, podemos contar 43 días antes del domingo de resurrección para obtener el sábado de la final del concurso de teatro de Carnaval, es decir, el sábado de 6 semanas antes. Las fechas desde 2021 hasta 2040 de los sábados de la final del concurso, esto es, día de inicio del carnaval de calle, siendo la cabalgata al día siguiente, el domingo, serían las indicadas en la tabla:
| 13 de febrero de 2021 | 26 de febrero de 2022 | 18 de febrero de 2023 | 10 de febrero de 2024 | 1 de marzo de 2025    |
| 14 de febrero de 2026 | 6 de febrero de 2027  | 26 de febrero de 2028 | 10 de febrero de 2029 | 2 de marzo de 2030    |
| 22 de febrero de 2031 | 7 de febrero de 2032  | 26 de febrero de 2033 | 18 de febrero de 2034 | 3 de marzo de 2035    |
| 23 de febrero de 2036 | 29 de enero de 2037   | 6 de marzo de 2038    | 19 de febrero de 2039 | 11 de febrero de 2040 |

## Historia del Carnaval isleño

### Inicios
Si bien autores como Vicente López apuntan que, probablemente, estas fiestas se venían celebrando desde antes de las que se dedicaban a la Virgen del Rosario, que datan de 1789 (siendo la fundación del municipio en 1755), las primeras noticias acerca del carnaval de Isla Cristina las encontramos en una serie de "prevenciones" o normas que en 1832 dicta Lorenzo Elías como presidente (alcalde) del Ayuntamiento de la Real Isla de la Higuerita (primitivo nombre de Isla Cristina) con el fin de salvaguardar la inmoralidad general de sus gobernadores. De éstas, se colige que el carnaval es algo ya arraigado tal y como se indica por "la costumbre" de su celebración, traídas muy probablemente por los marineros levantinos que fundaron el puerto en el siglo XVIII. De un total de 18 prevenciones, dos de ellas estaban dedicadas al Carnaval, que por elocuentes se transcriben:

- 33ª - No se prohíben las máscaras y diversiones racionales en los tres días de carnestolendas autorizadas por el tiempo y la costumbre.
- 34ª - No se consideran comprendidas en la prevención 33ª a la multitud de prácticas abusivas que ni tienden al placer y desahogo público ni guarden conformidad con la seguridad personal, el decoro popular, la decencia ni las buenas costumbres.

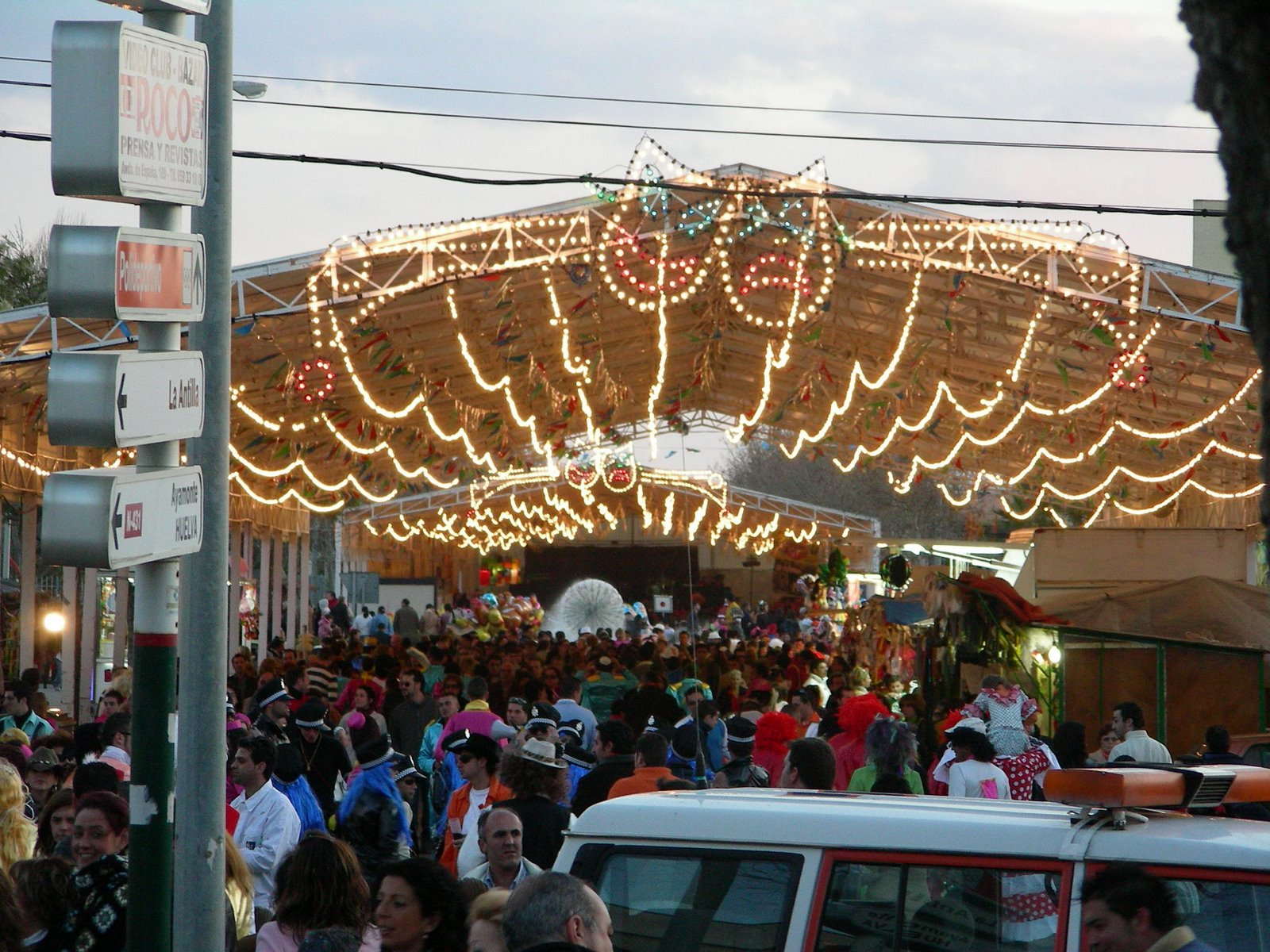
Carpas del ferial del Carnaval de Isla Cristina en la avenida Aramburu Macua.

El siguiente documento que en orden cronológico se trae a colación data de 1858 y se trata de un bando de la Alcaldía en el cual se recogen explícitamente las prácticas prohibidas durante el carnaval; éstas eran:

- Vestir trajes de ministros de la religión, militares o institucionales, llevar armas y verter aguas fecales sobre los enmascarados.

Por otra parte, se permitía la apertura de los establecimientos de bebidas y juegos únicamente hasta el toque de ánimas.

### SigloXIX, consolidación
En 1866 y años anteriores la fiesta había tornado mayores magnitudes, ampliándose al fin de semana anterior a los días propios del Carnaval, lunes, martes y miércoles de Ceniza, dilatándose hasta altas horas de la noche. La autoridad local, a la vista de los abusos observados en años anteriores vuelve a emitir un bando en 1867 acotando las carnestolendas a los tres días propios "respetando la antigua costumbre que los autoriza".

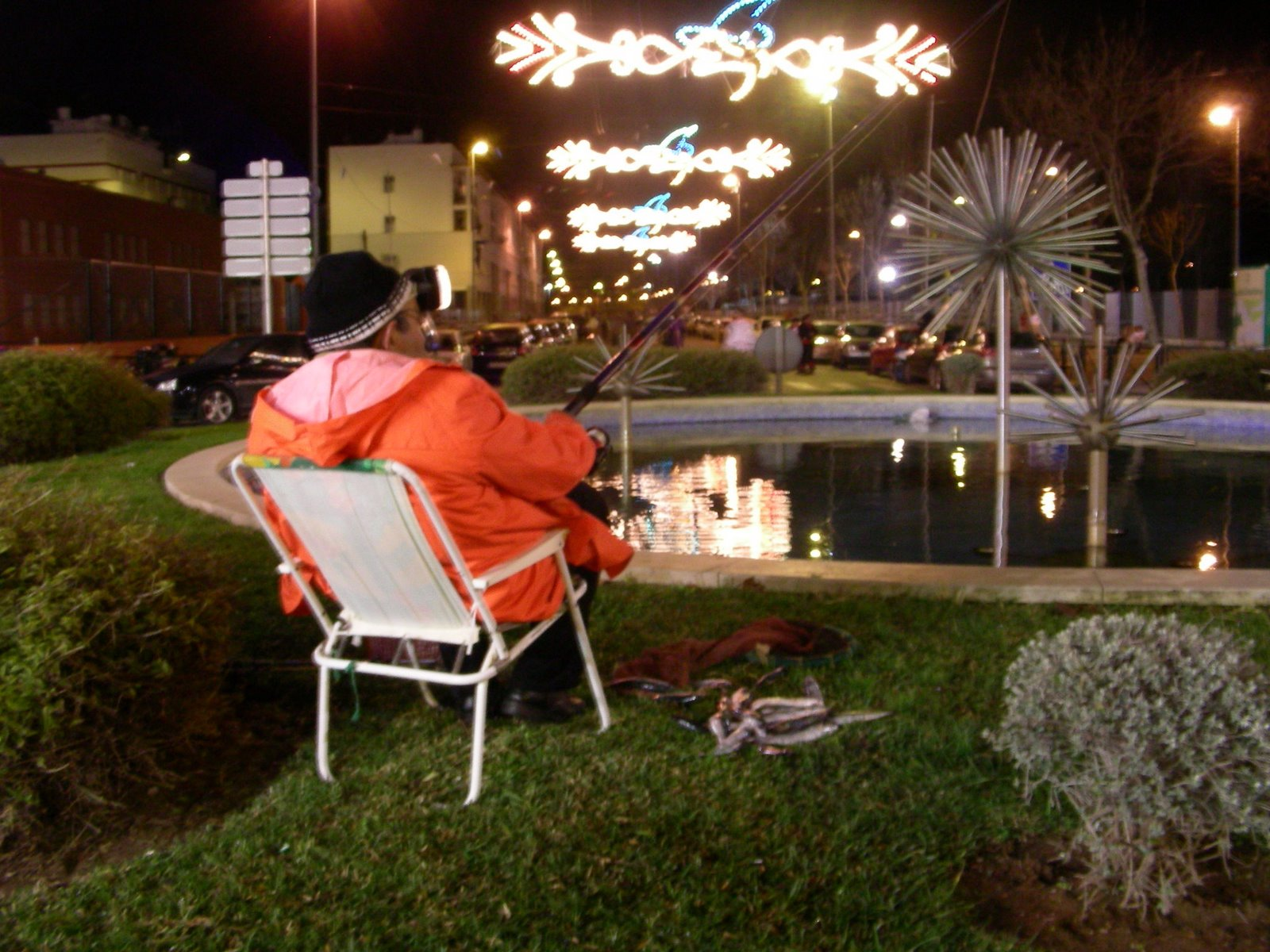
El absurdo se alía muchas veces con los disfraces.

Pocos años más tarde, en 1876, se elaboraron las primeras Ordenanzas Municipales de Isla Cristina hasta ahora conocidas. El Carnaval, como no podía ser de otro modo, queda recogido en dichas normas en el capítulo "Festividades Populares", exclusivamente destinado a regularlo, como más adelante veremos. Lo verdaderamente interesante de este capítulo es la articulación de las normas y comportamiento en el Teatro. Ello nos permite deducir que por esa época ya se realizaban actividades carnavalescas en el marco del teatro, lo cual supuso un importantísimo ingrediente a la fiesta.
Todos los bandos municipales de los años posteriores a las Ordenanzas de 1876 (se conservan los de 1881, 1885, 1891, 1892, 1893, 1895, 1898 y 1899) consistirían, básicamente, en recordar a éstas, sin portar ninguna novedad; habría que hacer una excepción, puesto que 1898, se menciona por primera vez al hoy popular Domingo de Piñata. Por el interés que pudiera tener, transcribimos a continuación el capítulo 4º de las referidas ordenanzas:

Art. 15 - Durante el Carnaval se permitía andar por las calles con disfraz y con careta pero solo hasta el anochecer; prohibiéndose el uso de trajes de ministros de la Religión y altos funcionarios de la Milicia y del Estado.

Art. 16 - Se prohíbe a los enmascarados llevar armas o espuelas por las calles y a los bailes, aun cuando lo requiera el traje que lleven.
Art. 17 - Solo la autoridad y sus dependientes podrán obligar a quitarse la careta a la persona que hubiese cometido alguna falta, no guardándose el decoro correspondiente o causase cualquier disgusto en el público.
Art. 18 - Nadie podrá dar bailes públicos ni celebrar espectáculos alguno por retribución o sin ella sin permiso de la autoridad competente.
Art. 19 - Todas las funciones que tengan lugar en al teatro serán presididas por la autoridad, la cual cuidará por el orden público.
Art. 26 - Los que contravinieren a estas disposiciones serán castigados con la multa de cinco a diez pesetas.
Festividades Populares.
Isla Cristina a 5 de junio de 1876. Firmado: el alcalde, José Ferrera Martín-Hidalgo.

Es en esta época cuando la actividad pesquera inicia su época de mayor esplendor en Isla Cristina, creándose colonias conserveras en la bahía de Cádiz y su litoral anexo. Es por este motivo por el que empieza a adquirir un estilo muy gaditano el carnaval de Isla Cristina: estilo de letras, tipos de agrupaciones, etc. No es casualidad, por tanto, que los mejores momentos del Carnaval suelen coincidir con las mejores épocas de pesca en Isla Cristina.

### La época de esplendor del carnaval isleño
Los Carnavales de Isla Cristina del siglo XIX, que tan extraños pueden resultar y que tan distintos a los de hoy nos pudieran parecer no se han perdido. El espíritu y la esencia del primitivo Carnaval se manifiesta en las calles isleñas cada Miércoles de Ceniza en toda su libertad. Los rostros cubiertos durante la noche (siempre estuvo prohibido), las alusiones eróticas y la desconsideración al decoro y la moralidad han perdurado con el paso del tiempo por encima de todo intento de poner coto, sobre todo durante buena parte del siglo XX.
Entrando en la época de oro del Carnaval isleño, los años 1920 y 1930, tenemos comparsistas y letristas históricos, incluyendo además la banda del maestro Piris, que aún en el siglo XXI es recordada. De esta época son algunas de las mejores letras históricas del carnaval.

### Interrupción durante la guerra civil
Hasta 1936 se celebró ininterrumpidamente el carnaval, año éste en que las letras y motivos de las agrupaciones se tiñeron del aire bélico que reinaba en España. Llega a partir de entonces un momento de letargo en el que deja de existir el Carnaval de Teatro debido a la censura del Carnaval en toda España. Sin embargo, y debido al carácter de sus habitantes, en 1950 y a pesar de la prohibición, se comienzan a ver de nuevo disfraces por la vía pública. Ese primer año del "renacer" del Carnaval son sólo algunos los que se atreven, siempre a cara descubierta, a salir disfrazados aunque sin maquillaje. La experiencia es satisfactoria y las autoridades locales hacen la vista gorda, por lo cual, en los sucesivos años se empiezan a recuperar algunas costumbres carnavalescas, incluyendo máscaras, maquillaje y hasta grupos que confeccionaban su disfraz a juego. Así, y dado que cada vez había más trasgresión de la norma, a mediados de la década de 1950 las autoridades corrían a detener a aquellos que atentaban contra el decoro o no eran fácilmente reconocibles, por lo que la mayor diversión del momento consistía en correr de esquina en esquina para evitar a la policía y darles, nunca mejor dicho, "esquinazo". En cualquier caso, pocos fueron los que no resultaban apresados, pero siempre bajo la misma forma de proceder: una vez en comisaría, entraban por una puerta del calabozo y salían por otra, o bien eran puestos en libertad al anochecer siempre con el oportuno cambio de vestimenta.

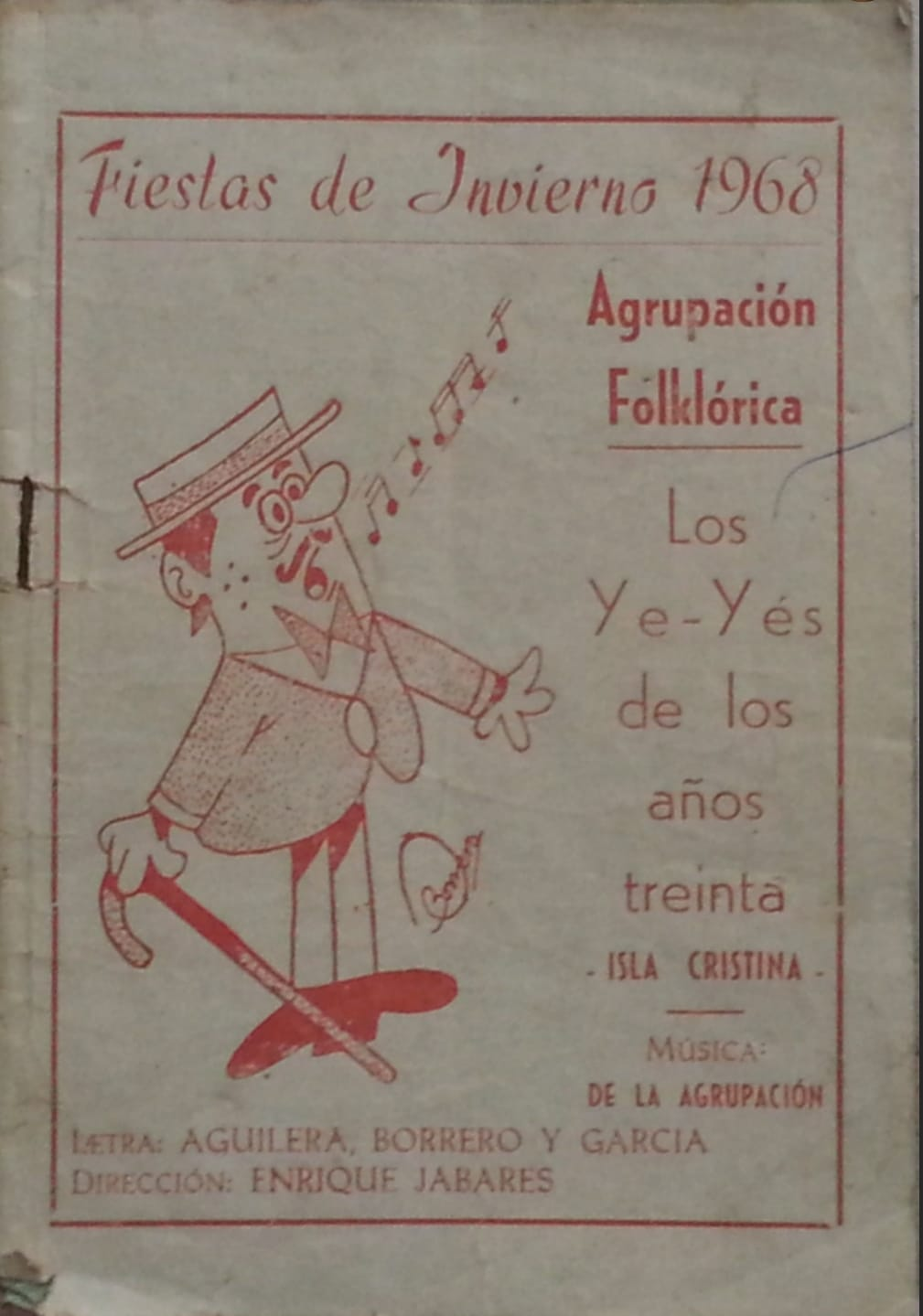
Cancionero de 1968 bajo la denominación de "Fiestas Típicas de Invierno"

### Regreso del Carnaval de Teatro
Artículo principal Concurso de Agrupaciones del Carnaval de Isla Cristina
Hacia 1968, toda vez que resultaba imposible detener las ansias isleñas de carnaval, se vuelve a permitir la celebración del Carnaval de Teatro, iniciándose en este año el nuevo ciclo de creación de agrupaciones carnavaleras que se representarían en el nuevo Teatro Gran Vía, o "del Carnaval". La única salvedad estribaba en que, dado que oficialmente el Carnaval estaba prohibido, el nombre de la fiesta quedaría como Fiestas Típicas de Invierno de Isla Cristina, nombre que mantuvo hasta el fin de la prohibición total en 1976.

## Organización

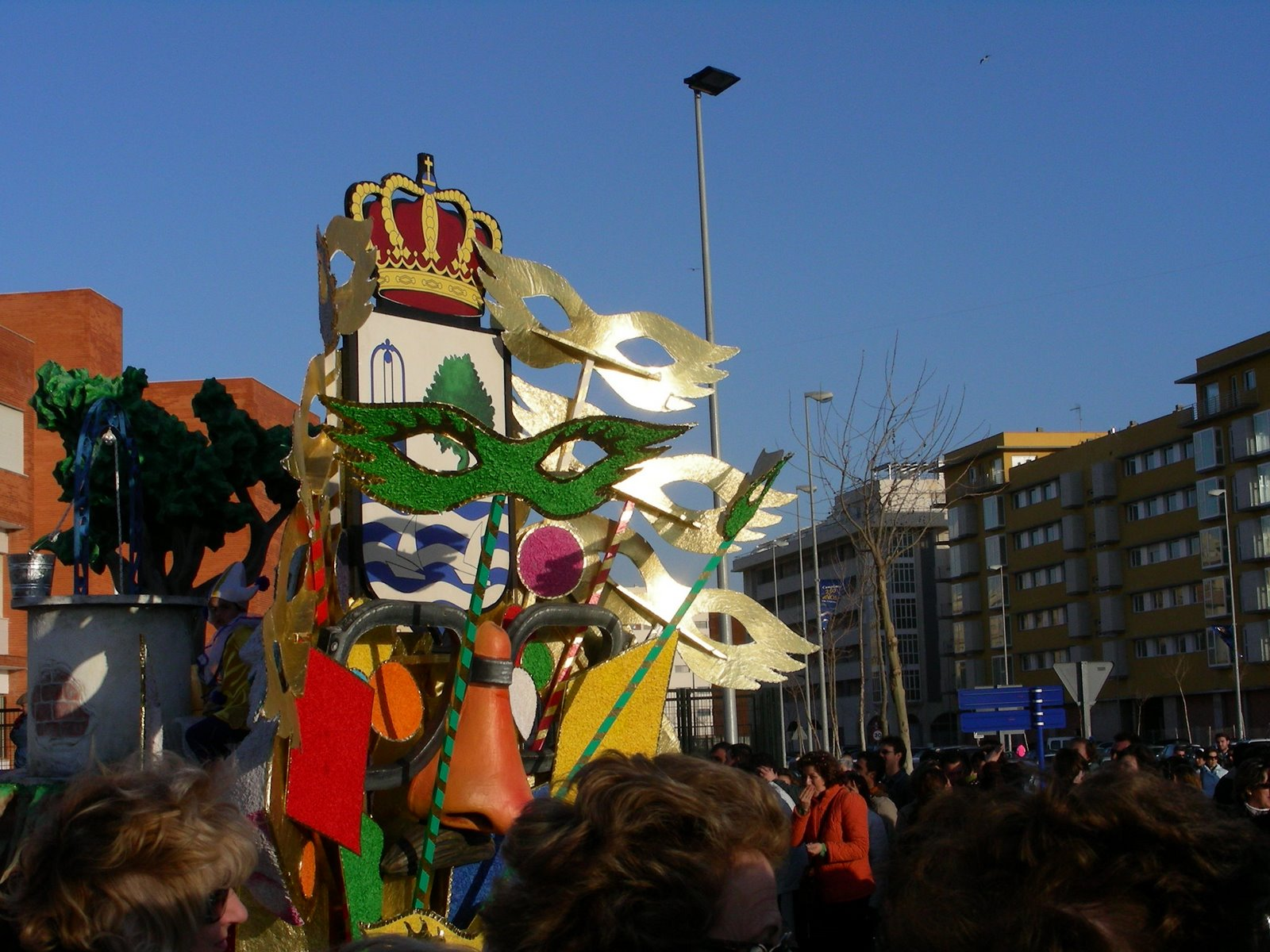
Carroza con motivos isleños.

La cuna del Carnaval es el Teatro Gran Vía, que constituye un símbolo más del Carnaval isleño; en él tuvieron lugar las actuaciones teatrales hasta la inauguración del nuevo teatro Horacio Noguera. Tras la semana de teatro (que puede alargarse hasta los 14 días o incluso más) se da paso a la Gran Cabalgata del Carnaval, que tiene lugar habitualmente el domingo, al día siguiente de la clausura del concurso de teatro. La entrega de premios teatrales suele celebrarse en la noche del sábado. El Carnaval prosigue con la semana de Calle, en la que la actividad se traslada a toda la ciudad y el Pueblo en su conjunto sale a la calle. Durante esa semana de Calle, el "entierro de la Sardina" es el día grande, que concluye con una salva de fuegos artificiales seguida del Baile de las Viudas. Finalmente, el siguiente domingo, conocido como "domingo de Piñatas", tiene lugar la rotura de piñatas por los niños.
El carnaval se celebra durante las dos semanas anteriores al miércoles de ceniza hasta el domingo siguiente, si bien la duración puede variar en función del número de agrupaciones que concursen. Debido a que este miércoles, inicio de la cuaresma, es una fecha que se rige por el calendario lunar, el carnaval es cambiante en la fecha. Suele coincidir con los últimos días de febrero. Se estructura en la semana de teatro, inicio del carnaval, y semana de calle. Al teatro concurren agrupaciones desde onubenses y gaditanas, hasta  portuguesas, según el año, o de otras provincias cercanas, como Badajoz o Sevilla.

## Semana de Teatro
El Concurso de agrupaciones carnaval de Isla Cristina es un evento central en el Carnaval de Isla Cristina. Organizado por la Asociación del Carnavaleros Isleños (ACI), se celebra en el teatro Horacio Noguera, de 770 butacas, teniendo su final el sábado previo al miércoles de Ceniza, después de diferentes fases clasificatorias dependiente del número de agrupaciones inscritas, generalmente: Preliminares, cuartos, semifinal y final.
Las eliminatorias más destacadas se dan los días de la semana previa al inicio del carnaval, jueves y viernes, donde se desarrollan las semifinales, siendo el sábado la final. Una vez concluye la actuación de la última agrupación a altas horas de la madrugada miles de personas se agrupan en la puerta del teatro a la espera de la salida de los asistentes. En ese momento se realiza la entrega del premio "Pito de Caña" y se da por iniciado el carnaval del calle cantando en conjunto todas las personas presentes el himno del carnaval "Isla Cristina preciosa" (Coro “Los Cosacos”, 1935), y el popular pasodoble "La higuerita marinera" (Comparsa "La higuerita marinera", 1982).  
El concurso en sus diferentes etapas generan amplio interés en los medios de comunicación provinciales con un amplio seguimiento en prensa, TV y radio, cobrando especial interés la retransmisión de la final que a partir de los años 90 ha sido emitida en directo en TV, inicialmente teleonuba, y en la actualidad CanalCostay WihuTv que lo retransmite para toda España, así como medios locales (TVI) y radios.

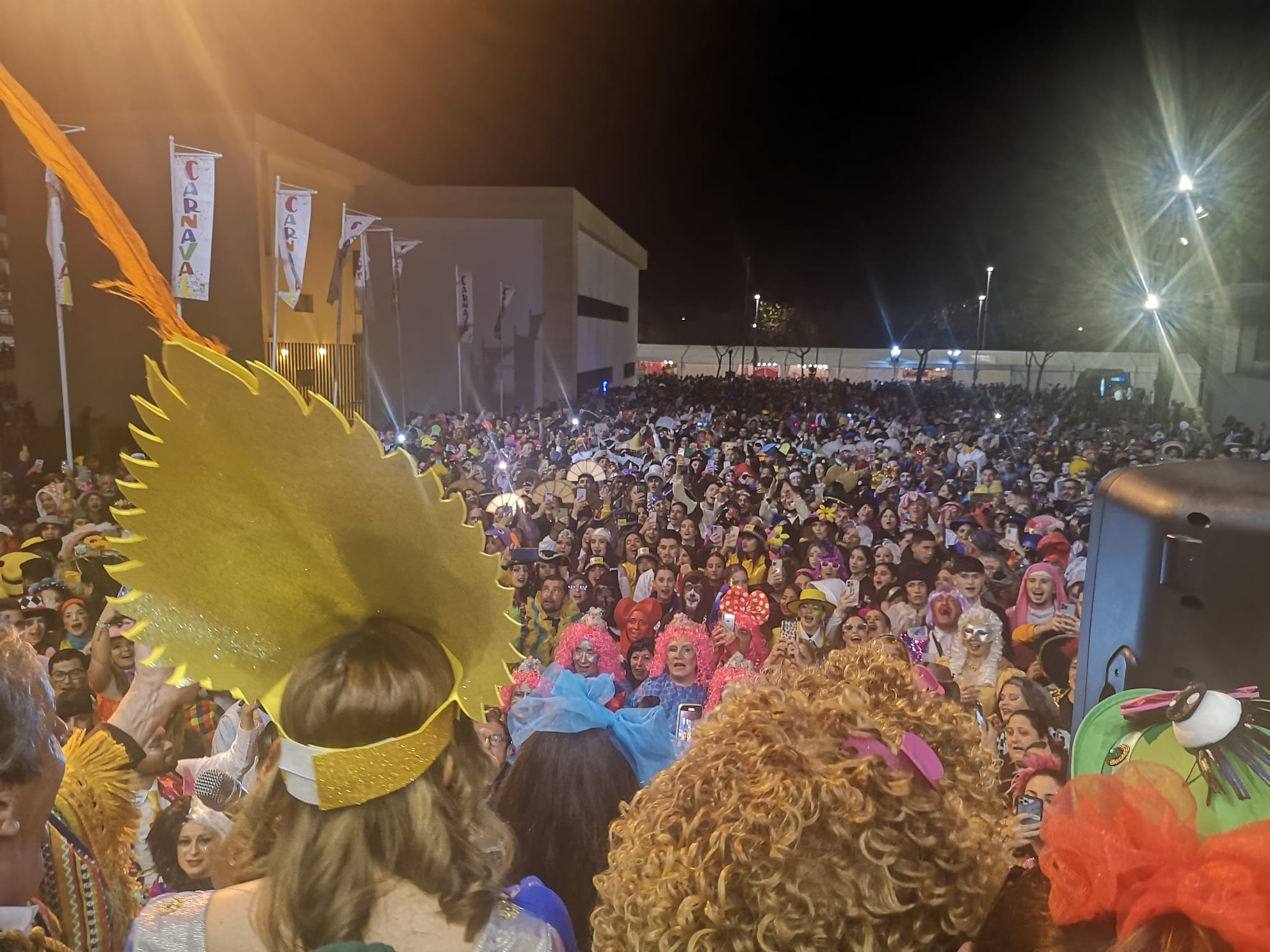
Vista panorámica de la plaza frente al teatro Horacio Noguera durante la entrega del Pito de Caña de 2023.

El concurso estuvo cerrado exclusivamente para agrupaciones locales desde 1968 hasta que en el año 2004 se abrió la inscripción al resto de la provincia, viniendo grupos generalmente de las localidades de Ayamonte, Huelva, Lepe, Punta Umbría y Valverde del Camino. Dichas agrupaciones participan en diferentes modalidades: coros, comparsas, murgas y cuartetos.  
Cada Agrupación tiene un máximo de 30 minutos de actuación en cada sesión, que comienza a contar desde el inicio de la presentación hasta el final del popurrí. Así mismo el repertorio también tiene limitaciones de tiempo de carácter individual: Presentación hasta 4 minutos, pasodobles o tangos hasta 2:30 minutos, tanda de cuplets hasta 5 minutos y popurrí hasta 8 minutos.

### Autores destacados
Autores de fama nacional e internacional como Manuel Carrasco y los componentes de la banda Antílopezdieron sus primeros pasos como músicos en el concurso de agrupaciones de agrupaciones de Isla Cristina. Otros destacados autores que han cosechado importantes éxitos fuera de Isla Cristina han sido Wenceslao Río Mora "Uve Ríos" como finalista en el carnaval de Cádizasí como músico independiente en Madrid, Francisco David Sosa López "Fran Sosa" ganando con su comparsa en el carnaval Colombino en los años 2003, 2005 y 2007o Juan Carlos Casado Carrillo "El Pintao" vencedor en 2008 de los concursos de Mairena del Alcor, Alcalá de Guadaira y Coria del Río.
En la modalidad de comparsas los directores que acumulan mayor número de primeros premios son: Francisco David Sosa López "Fran Sosa" (12), Wenceslao Río Mora "Uve Ríos" (9 + 1 cuando había no había categoría comparsa), Juan Carlos Casado Carillo "El Pintao" (7) y José María Rivero Lagarejo (7).
En la modalidad de murgas los directores y/o peñas que acumulan mayor número de primeros premios son: Peña las Monjas (10), Peña los Chulapos (10), Peña Los Tikismikis (5), Custodio Soares Lucía (5) y Manuel Rodríguez Mascareña (4)

### Premios en Comparsas
Las agrupaciones más antiguas del Carnaval de Isla Cristina de las que quedan registro datan de los años 1910 (Los héroes de la campaña) y 1911 (Los faramallas del día), si bien se sabe de la existencia de agrupaciones desde mediados del siglo XVIII.
La lista de vencedores del Concurso de Agrupaciones Carnavalescas de Isla Cristina en su etapa moderna (1968-actualidad) son los siguientes:
|      | 1.er Premio                                                                          | 2º Premio                                                                             | 3.er Premio                                                                               |
| ---- | ------------------------------------------------------------------------------------ | ------------------------------------------------------------------------------------- | ----------------------------------------------------------------------------------------- |
| 2025 | Los Inadaptados "Los traidores" De: Francisco Millán Martín y Jesús Rodríguez        | Amor Ciego "Los Inocentes" De: Manuel Antonio Rodríguez Romero "Mascareña"            | Los Farsantes De: Raúl Aponte Cruz                                                        |
| 2024 | Tras la risa "Los traidores" De: Francisco Millán Martín y Jesús Rodríguez           | Ladrón de Atardeceres "Los Inocentes" De: Elías Casanova                              | La Carnavalera De: Raúl Aponte Cruz                                                       |
| 2023 | La Comparsa de Isla De: Fran Sosa                                                    | La ciudad es Nuestra "Los traidores" De: Francisco Millán Martín y Jesús Rodríguez    | La Cárcel de Oro De: Raúl Aponte Cruz                                                     |
| 2022 | El Renacer de la Burla "Los Inocentes" De: Elías Casanova                            | Kamikaze "Los traidores" De: Francisco Millán Martín y Jesús Rodríguez                | La ciudad cantada "La soñadora" De: Isabel María Columé Pérez "Keka"                      |
| 2020 | Borracho "Los Inocentes" De: Elías Casanova                                          | Pura Comparsa De: Raúl Aponte Cruz y José María Rivero Lagarejo                       | Los Cancionistas De: Fernando Aguilera Félix                                              |
| 2019 | Lágrimas de Sal De: Raúl Aponte Cruz y José María Rivero Lagarejo                    | La Casa de Papel De: Fran Sosa                                                        | El Poeta Isleño (homenaje..) "Los Inocentes" De: Elías Casanova                           |
| 2018 | Son del Sur De: Fran Sosa                                                            | La Gran Apuesta De: Fernando Aguilera Félix                                           | La Flor de la Vida "La soñadora" De: Isabel María Columé Pérez "Keka"                     |
| 2017 | La Canción del Mar De: Fernando Aguilera Félix                                       | El Aprendiiz de la Vida De: Raúl Aponte Cruz                                          | La Máquina de los sueños De: Pedro Suárez Pérez Ayamonte                                  |
| 2016 | Esta es mi Banda De: Fernando Aguilera Félix                                         | Los Inocentes "Los Inocentes" De: Elías Casanova                                      | Isleñamente De: Raúl Aponte Cruz                                                          |
| 2015 | La Fórmula Secreta "El Dragón" De: Fran Sosa                                         | Nómadas De: Raúl Aponte Cruz y Juan Antonio Díaz                                      | Calle Mercao De: "El Tubito"                                                              |
| 2014 | El Taller de la Ilusión De: Mateo Rodríguez Macias                                   | Noches de Bugatti De: "El Tubito"                                                     | Los Afortunados De: Raúl Aponte Cruz y Juan Antonio Díaz                                  |
| 2013 | La Isla Mágica "El Dragón" De: Fran Sosa                                             | Caronte, el Barquero del Infierno De: Claudio Columé Pérez                            | Los Soñadores De: "El Tubito"                                                             |
| 2012 | La Más Marinera De: Carmelo Vázquez y José María Rivero Lagarejo                     | Los Ricos De: Juan Cayuela Casado Ayamonte                                            | La Playa de los Disfraces De: "El Tubito"                                                 |
| 2011 | Chamán "El Dragón" De: Fran Sosa                                                     | La Corona de Agua Viento y Sal De: "El Tubito"                                        | Los Guardianes del Edén De: Carmelo Vázquez                                               |
| 2010 | Foreño "El Dragón" De: Fran Sosa                                                     | Los Maestros del Tatachán De: "El Tubito"                                             | Los Chafalmejas "Pasacalle" De: Francisco González Salgado                                |
| 2009 | Gótico "Los Espaciales" De: Juan Carlos Casado Carrillo "El Pintao"                  | La Murga del Cuartelillo "El Dragón" De: Fran Sosa                                    | Carnaval Club De: Manuel Rodríguez Romero                                                 |
| 2008 | El Casino de los Ricos "Pasacalle" De: Francisco González Salgado                    | La Espada Celestial "El Dragón" De: Fran Sosa                                         | Fiesta de San Marcos "Los Espaciales" De: Juan Carlos Casado Carrillo "El Pintao"         |
| 2007 | La Orilla de la Sal "El Dragón" De: Fran Sosa                                        | La Frontera "Los Espaciales" De: Juan Carlos Casado Carrillo "El Pintao"              | El Desembarco de la Chirla "La Tarantela" De: Francisco Javier Tinoco Tinoco Punta Umbría |
| 2006 | El Muelle del Sur De: Pedro Suárez Pérez Ayamonte                                    | Increible "El Dragón" De: Fran Sosa                                                   | Los Elementos "Los Espaciales" De: Juan Carlos Casado Carrillo "El Pintao"                |
| 2005 | La Leyenda "El Dragón" De: Fran Sosa                                                 | En la Arena De: Carmelo Vázquez y Manuel Beas Conde                                   | Los Bribones "La Tarantela" De: Francisco Javier Tinoco Tinoco Punta Umbría               |
| 2004 | El Purgatorio "El Dragón" De: Fran Sosa                                              | El Rincón del Loco De: Pedro Suárez Pérez Ayamonte                                    | El Castillo de Santa Catalina "Pasacalle" De: Francisco González Salgado                  |
| 2003 | Zapatero De: Carmelo Vázquez                                                         | Corredor de Libertad "Duendes de Cristal" De: Juan Carlos Casado Carrillo "El Pintao" | Bendita Locura "Pasacalle" De: Francisco González Salgado                                 |
| 2002 | El Destierro "Duendes de Cristal" De: Juan Carlos Casado Carrillo "El Pintao"        | Ermitaño De: Manuel Beas Conde                                                        | Atahualpa De: Carmelo Vázquez                                                             |
| 2001 | Libertad De: Fran Sosa y Manuel Beas Conde                                           | Tauromaquia De: Carmelo Vázquez                                                       | Enamorando De: José María Rivero Lagarejo                                                 |
| 2000 | La Palabra "Pasacalles" De: José María Rivero Lagarejo                               | La Reconquista "Los Espaciales" De: Mateo Jesús Rodríguez Macías                      | Las Dudas De: Manuel Beas Conde                                                           |
| 1999 | Jábega De: Fran Sosa y Carmelo Vázquez                                               | Forajidos "Duendes de Cristal" De: Juan Carlos Casado Carrillo "El Pintao"            | Puentes de Coplas "Pasacalles" De: José María Rivero Lagarejo                             |
| 1998 | El Trastero De: Fran Sosa y Carmelo Vázquez                                          | África "Pasacalles" De: José María Rivero Lagarejo                                    | Marejada "Duendes de Cristal" De: Juan Carlos Casado Carrillo "El Pintao"                 |
| 1997 | De Antaño "Duendes de Cristal" De: Juan Carlos Casado Carrillo "El Pintao"           | Venecia De: Fran Sosa y Carmelo Vázquez                                               | El Jorobado "Pasacalles" De: José María Rivero Lagarejo                                   |
| 1996 | Indio "Pasacalles" De: José María Rivero Lagarejo                                    | Mañana de Carnaval "Duendes de Cristal" De: Juan Carlos Casado Carrillo "El Pintao"   | El Trolero De: Fernando Aguilera Félix                                                    |
| 1995 | Pelele De: Fernando Aguilera Félix                                                   | Callejeando "Duendes de Cristal" De: Juan Carlos Casado Carrillo "El Pintao"          | Seguir Callendo "Trotamuntos" De: José Antonio Aguilera Ramos "El Chicha"                 |
| 1994 | Vendedores de Canto "Duendes de Cristal" De: Juan Carlos Casado Carrillo "El Pintao" | Toda Una Vida "Pasacalles" De: José María Rivero Lagarejo                             | Por tu Cielo y tu Bandera "Trotamuntos" De: José Antonio Aguilera Ramos "El Chicha"       |
| 1993 | Sorpresa "Duendes de Cristal" De: Juan Carlos Casado Carrillo "El Pintao"            | Burlando Coplas De: Fernando Aguilera Félix                                           |                                                                                           |
| 1992 | Alegrando Corazones "Duendes de Cristal" De: Juan Carlos Casado Carrillo "El Pintao" | Falsa Comedia De: Fernando Aguilera Félix                                             | Por un Capricho "Pasacalles" De: José María Rivero Lagarejo                               |
| 1991 | Anclado en Tierra "Pasacalles" De: José María Rivero Lagarejo                        | Noches de Blanco y Satén De: Wenceslao Río Mora "Uve Ríos"                            | Mambo "Duendes de Cristal" De: Juan Carlos Casado Carrillo "El Pintao"                    |
| 1990 |                                                                                      |                                                                                       |                                                                                           |
| 1989 | Kabuki "Los Camborios" De: Wenceslao Río Mora "Uve Ríos"                             | Sal "Duendes de Cristal" De: Juan Carlos Casado Carrillo "El Pintao"                  | Desde tus Entrañas "Pasacalles" De: José María Rivero Lagarejo                            |
| 1988 | Vida al Viento "Pasacalles" De: José María Rivero Lagarejo                           | Romancero "Los Camborios" De: Wenceslao Río Mora "Uve Ríos"                           | Muero en el Aire "Duendes de Cristal" De: Juan Carlos Casado Carrillo "El Pintao"         |
| 1987 | Noche de mascaras "Duendes de Cristal" De: Juan Carlos Casado Carrillo "El Pintao"   | Arco Iris "Los Camborios" De: Wenceslao Río Mora "Uve Ríos"                           | En Cualquier Esquina "Pasacalles" De: José María Rivero Lagarejo                          |
| 1986 | Fragua "Trotamuntos" De: José Antonio Aguilera Ramos "El Chicha"                     | Luna Clara "Duendes de Cristal" De: Juan Carlos Casado Carrillo "El Pintao"           | Mimo "Los Camborios" De: Wenceslao Río Mora "Uve Ríos"                                    |
| 1985 | Luz y Guía "Pasacalles" De: José María Rivero Lagarejo                               | Más Allá de las Estrellas "Trotamuntos" De: José Antonio Aguilera Ramos "El Chicha"   | Los Duendes de Cristal "Duendes de Cristal" De: Juan Carlos Casado Carrillo "El Pintao"   |
| 1984 | Noche y Día "Los Camborios" De: Wenceslao Río Mora "Uve Ríos"                        | Nostalgia "Pasacalles" De: José María Rivero Lagarejo                                 | Los Atlantes "Trotamuntos" De: José Antonio Aguilera Ramos "El Chicha"                    |
| 1983 | Mercaderes Venecianos "Los Camborios" De: Wenceslao Río Mora "Uve Ríos"              | Cantantes de Taberna "Pasacalles" De: José María Rivero Lagarejo                      | Barrio Negro "Trotamuntos" De: José Antonio Aguilera Ramos "El Chicha"                    |
| 1982 | Mendigos "Los Camborios" De: Wenceslao Río Mora "Uve Ríos"                           | La Higuerita Marinera "Los Catetos" De: Juan Columé Millán                            | Los Faeneros "Pasacalles" De: José María Rivero Lagarejo                                  |
| 1981 | Los Trotamundos "Trotamuntos" De: José Antonio Aguilera Ramos "El Chicha"            | Nueva Orleans "Los Camborios" De: Wenceslao Río Mora "Uve Ríos"                       | Los Lores "Pasacalles" De: José María Rivero Lagarejo                                     |
| 1980 | Canela en Rama "Los Catetos" De: Juan Columé Millán                                  | Príncipes del Islam De: José Columé Reyes                                             | Los Salineros De: Diego Neto Pérez                                                        |
| 1979 | Rumores de Caracolas "Los Camborios" De: Wenceslao Río Mora "Uve Ríos"               | Basílica de Carnval "Los Catetos" De: Juan Columé Millán                              | Rumores de Caracolas "Embrujo Isleño" De: Antonio Cárdenas                                |
| 1978 | Recuerdo de Carnaval "Los Catetos" De: Juan Columé Millán                            | Los Segadores "Pasacalles" De: José María Rivero Lagarejo                             | Los Errantes del Desierto "Pasacalles" De: Manuel Carrasco Núñez                          |
| 1977 | La Coquina y su Pregón "Los Catetos" De: Juan Columé Millán                          | Los Bohemios "Los Camborios" De: Wenceslao Río Mora "Uve Ríos"                        | Las Noches de Moscú De: Miguel Gómez Martínez                                             |
| 1976 | Los Viejos Verdes "Los Camborios" De: Wenceslao Río Mora "Uve Ríos"                  | Las Parisinos De: Miguel Gómez Martínez                                               | Los Acordeonistas de París "Los Cosacos" De: Manuel González Castellanos "El Cartera"     |
| 1975 | Los Tejanos "Los Camborios" De: Wenceslao Río Mora "Uve Ríos"                        | Los Aztecas De: Enrique Jabares Beltrán                                               | Los Mosqueteros De: Antonio Aponte Munell                                                 |
| 1974 | Los Románticos "Los Camborios" De: Wenceslao Río Mora "Uve Ríos"                     | Los Chulapos De: Enrique Jabares Beltrán                                              | Los Cosacos De: Félix García Cárdenas                                                     |
| 1973 | Los Gondoleros De: Félix García Cárdenas                                             | Los Mariachis "Los Camborios" De: Wenceslao Río Mora "Uve Ríos"                       | Fantasía Tropical De: Enrique Jabares Beltrán                                             |
| 1972 | Los Neyorkinos "Los Camborios" De: Wenceslao Río Mora "Uve Ríos"                     | Los Payasos De: Enrique Jabares Beltrán                                               | Los Aladinos De: Félix García Cárdenas                                                    |

Nota: En los años 1968 a 1971 no hubo categoría de comparsa.
A su vez, se conocen los siguientes resultados en el concurso desarrollado a inicios del siglo XX previo a la prohibición de la fiesta durante la dictadura, contextualizando que muchos años las categorías de Coros y Comparsas se superponían una a la otra.
1935 - 1º Premio "Coro Boys", 2º Premio "Los Cosacos", 3º Premio "Los Huérfanos de Asturias"
1932 - 1º Premio "Los Mártires de la Libertad"
1931 - 2º Premio "Los Esclavos del Trabajo", 3º Premio "Aragoneses"
1927 - 1º Premio "Los Paragueros"
1923 - 1º Premio "La Estudiantina", 2º Premio "Las Amapolas", 3º Premio "Los Marineros del Laya"
1922 - 1º Premio "El tercio Extranjero", 3º Premio "Sotas de Oro"

### Premios en Murgas
Las agrupaciones más antiguas del Carnaval de Isla Cristina de las que quedan registro datan de los años 1910 (Los héroes de la campaña) y 1911 (Los faramallas del día), si bien se sabe de la existencia de agrupaciones desde mediados del siglo XVIII.
La lista de vencedores del Concurso de Agrupaciones Carnavalescas de Isla Cristina en su etapa moderna (1968-actualidad) son los siguientes:
|      | 1.er Premio | 2º Premio | 3.er Premio |
| ---- | --- | --- | --- |
| 2025 | Esta flechita la guardé pa la higuerita De: Manuel Columé Hernández y Francisco Contreras Santos                                                   | Patrulla de salvación contra el ahogo y la indigestión "Los Tikismikis" De: Eugenio Yaque Sosa "Eu" y Alejandro Carrasco | ¡Llegó mi día! "Los Trofeos" De: Rafael Rodríguez Redondo "Fae"                                                         |
| 2024 | Patrulla de detención contra el ocio y la diversión "Los Tikismikis" De: Eugenio Yaque Sosa "Eu"                                                   | Los infiltrados "Los Trofeos" De: Rafael Rodríguez Redondo "Fae"                                                         | Murga Infantil: Noche en el teatro De: Fran Sosa                                                                        |
| 2023 | El carnaval es muy bonito pero hay pocos cacharritos "Los Chulapos" De: Alberto López García                                                       | Cualquier sale este año "Los Tikismikis" De: Alejandro Carrasco Rodríguez, Eugenio Yaque Sosa "Eu"                       | Lo que yo te diga "Las Monjas" De: José Cárdenas Cabalga "Tumbi"                                                        |
| 2022 | La autentica chusma selecta "Los Tikismikis" De: Alejandro Carrasco Rodríguez                                                                      | Los gondoleros "Las Monjas" De: José Cárdenas Cabalga "Tumbi"                                                            | Monjas, 30 años... "Los Trofeos" De: Rafael Rodríguez Redondo "Fae"                                                     |
| 2020 | Buenas noches.... Hola ¿qué hay? Aquí al fresquito "Los Chulapos" De: Natanael López Mirabent y Alberto López García                               | El gran circo Franchesco Acosta, domador de... "Los Tikismikis" De: Alejandro Carrasco                                   | Paquito Bullyn "Las Monjas" De: José Cárdenas Cabalga "Tumbi"                                                           |
| 2019 | La chirigota maldita "Las Monjas" De: José Cárdenas Cabalga "Tumbi"                                                                                | Las alcalinas "Los Trofeos" De: Rafael Rodríguez Redondo "Fae"                                                           | Llegué del Perú con mi familia por seur "Los Chulapos" De: Natanael López Mirabent                                      |
| 2018 | Star Juan: El retorno del orgullo gay "Los Chulapos" De: Natanael López Mirabent y Alberto López García                                            | Las brujas "Los Trofeos" De: Rafael Rodríguez Redondo "Fae"                                                              | Las cukis De: Carlos Columé Morcillo                                                                                    |
| 2017 | Los sapos "Los Trofeos" De: Rafael Rodríguez Redondo "Fae"                                                                                         | Mente Isleña "Las Monjas" De: José Cárdenas Cabalga "Tumbi"                                                              | Hasta el papo de tanta brillantina, ya está aquí María Cristina De: Abraham Sánchez Martín y Carmelo González Rojas     |
| 2016 | Los papau, pau "Los Chulapos" De: Natanael López Mirabent                                                                                          | Perdidos "Las Monjas" De: José Cárdenas Cabalga "Tumbi" y Rafael Morilla Soler                                           | Juan Tajarín y los herederos de Coperfield De: Carlos Columé Morcillo                                                   |
| 2015 | Que nos quiten los que nos han dao "Las Monjas" De: José Cárdenas Cabalga "Tumbi" y Rafael Morilla Soler                                           | "Gimnacio" femenino woman fashion "Los Trofeos" De: Rafael Rodríguez Redondo "Fae"                                       | Circo en pleno febrero "Los Chulapos" De: Natanael López Mirabent                                                       |
| 2014 | Los de la 4º o 5º dimensión según el Momi y su Puntiación "Los Tikismikis" De: José Cárdenas Rojas                                                 | Los choca pop, cuando haces pop no hay stop "Las Monjas" De: José Cárdenas Cabalga "Tumbi" y Rafael Morilla Soler        | Taller de costura la Higuerita, esto lo lleva un mariquita "Los Chulapos" De: Natanael López Mirabent                   |
| 2013 | Venimos cabreaos porque el Mateo nos ha copiao "Los Chulapos" De: Natanael López Mirabent                                                          | Las viudas alegres "Las Ventaneros" De: Jesús Manuel Perojil Villar Huelva                                               | Clínica de psicología los doctores no problem "Los Trofeos" De: Rafael Rodríguez Redondo "Fae"                          |
| 2012 | Ya no damos miedo "Las Monjas" De: José Cárdenas Cabalga "Tumbi" y Rafael Morilla Soler                                                            | La santa docena "Los Chulapos" De: Natanael López Mirabent                                                               | Los indignados de la Puerta del Sol De: Carlos Columé Morcillo                                                          |
| 2011 | Vota PDT, soplan nuevos aires "Los Tikismikis" De: "La agrupación"                                                                                 | Los que vinieron de Rumanía porque la cosa está jodía "Los Chulapos" De: Natanael López Mirabent                         | El cielo puede esperar "Las Monjas" De: "La agrupación"                                                                 |
| 2010 | Chiringuito Pepe y el Peludilla "Las Monjas" De: "La agrupación"                                                                                   | Los fachas, una chirigota grande y libre "Las Ventaneros" De: Jesús Manuel Perojil Villar Huelva                         | Los saeteros del Lunes Santo, según el pitisco así canto De: Servando Cárdenas Salas                                    |
| 2009 | Los guardiñas que guardan la amarguiña "Los Chulapos" De: Natanael López Mirabent                                                                  | Un bote, dos botes, el Servando y 14 carajotes De: Servando Cárdenas Salas                                               | La reconquista reondelera, devolvernos lo que es nuestro "Los Tikismikis" De: "La agrupación"                           |
| 2008 | Los Mairena "Las Ventaneros" De: Jesús Manuel Perojil Villar Huelva                                                                                | Kulunguelé "Los Trofeos" De: Rafael Rodríguez Redondo "Fae"                                                              | Y nosotras, ¿Por qué no? "Las Monjas" De: José Cárdenas Cabalga "Tumbi" y Rafael Morilla Soler                          |
| 2007 | www.abderabode2metros.es "Los Chulapos" De: Natanael López Mirabent                                                                                | No por mucho estibar amanece más temprano "Las Monjas" De: José Cárdenas Cabalga "Tumbi" y Rafael Morilla Soler          | La pela es la pela "Los Trofeos" De: Rafael Rodríguez Redondo "Fae"                                                     |
| 2006 | Lo soy, lo hago o me lo hago "Las Monjas" De: "La agrupación"                                                                                      | No nos quiere ni Dios "Las Ventaneros" De: Jesús Manuel Perojil Villar Huelva                                            | Por culpa del azuquita este culo no se me quita "Los Chulapos" De: Natanael López Mirabent                              |
| 2005 | Ecos del Matapiojos "Los Chulapos" De: Natanael López Mirabent                                                                                     | El convite De: Antonio José Cárdenas Rojas                                                                               | Esto si es una corría y no las de canal + De: Servando Cárdenas Salas y Carlos Columé Morcillo                          |
| 2004 | Las vedette de cabalette, que no se ponen tanga porque les duele el ojete "Los Chulapos" De: Natanael López Mirabent                               | Los iluminados "Las Monjas" De: "La agrupación"                                                                          | A.M.M. (Asociación de Maridos Maltratados) "Los Trofeos" De: Rafael Rodríguez Redondo "Fae", Patrocinio Camacho Vázquez |
| 2003 | De Madriz a Isla hay lo mismo que de Isla a Madriz "Los Chulapos" De: Natanael López Mirabent                                                      | Al tucutú de mi motor "Las Monjas" De: "La agrupación"                                                                   | Viva el teatro nuevo "Los Tikismikis" De: José Félix García                                                             |
| 2002 | Una merienda de griegos De: Antonio José Cárdenas Rojas                                                                                            | Mujeres al borde de un levantacables "Las Monjas" De: "La agrupación"                                                    | Como la coja no la suelto "Los Chulapos" De: Tomás Martín Estévez                                                       |
| 2001 | No coment... "Las Monjas" De: "La agrupación" | Jaque mate tú con la flagoneta "Los Chulapos" De: Tomás Martín Estévez                                                   | Una merienda de griegos De: Carmelo González Rojas                                                                      |
| 2000 | Esto. esto es un escándalo De: Juan Manuel Sosa Toscano "Gallina" y Emilio Sosa Toscano "Gallina Chico"                                            | El arte del Kun-Fu "Los Trofeos" De: Rafael Rodríguez Redondo "Fae", Patrocinio Camacho Vázquez                          | Infame Liritrina dancer-boys o "Los Tikismikis" De: "La agrupación"                                                     |
| 1999 | P.M.I. Pulicía Militar Isleña "Los Trofeos" De: Rafael Rodríguez Redondo "Fae", Patrocinio Camacho Vázquez                                         | Los Mendas Lerendas "Las Monjas" De: Sergio Manuel Pardo García "Bollo"                                                  | Los primos hermanos por parte de madre del Conde Drácula de La Redondela De: Antonio José Cárdenas Rojas                |
| 1998 | Más vale pájaro en mano y si es gordo mejor "Las Monjas" De: "La agrupación"                                                                       | La gitana de la güena ventura "Los Trofeos" De: Rafael Rodríguez Redondo "Fae", Patrocinio Camacho Vázquez               | Los fachas De: José María Lagarejo Pereira                                                                              |
| 1997 | Playmobil "Los Trofeos" De: Rafael Rodríguez Redondo "Fae", Patrocinio Camacho Vázquez                                                             | No te lías de mi "Las Monjas" De: Antonio José Cárdenas Rojas                                                            | No contaban con mi astucia De: Manuel Pacheco Luis                                                                      |
| 1996 | El que voló sobre el nido del cuco fui yo "Las Monjas" De: Sergio Manuel Pardo García "Bollo"                                                      | Fiebre del sábado noche "Los Trofeos" De: Rafael Rodríguez Redondo "Fae", Patrocinio Camacho Vázquez                     | Si me empino te la cuelo De: José María Lagarejo Pereira                                                                |
| 1995 | Y en el corral parecían tontos "Las Monjas" De: Sergio Manuel Pardo García "Bollo"                                                                 | ¿Qué cómo cuando? "Los Trofeos" De: Rafael Rodríguez Redondo "Fae"                                                       | Damas S.A. ¿Te das cuen? De: Manuel Pacheco Luis                                                                        |
| 1994 | Novedades Carmelita De: Carmelo González Rojas | A 10.000 voltios luz ¡ojú qué puntazo! De: Emilio Toscano Toscano "Gallina chico"                                        | Cantamos a dos voces alto de locura y bajo superior De: José María Lagarejo Pereira                                     |
| 1993 | Como zarte no veas "Las Monjas" De: Sergio Manuel Pardo García "Bollo"                                                                             | Cazafantasmas De: Manuel Rodríguez Mascareña                                                                             | La bó de la concencia... "Los Trofeos" De: Rafael Rodríguez Redondo "Fae", Patrocinio Camacho Vázquez                   |
| 1992 | Cortados por la misma tijera De: Juan Carmelo Suárez Beas                                                                                          | The lolailos "Los Trofeos" De: Rafael Rodríguez Redondo "Fae", Patrocinio Camacho Vázquez                                | Llegué, pinché y aquí me quedé De: José María Lagarejo Pereira                                                          |
| 1991 | The lolailos "Los Trofeos" De: Enrique Jabares Barrera                                                                                             | De profesión mis labores De: Manuel Rodríguez Mascareña                                                                  | Con el Descubrimiento se acabó el cuento De: José María Prieto Franco "Vía"                                             |
| 1990 | Las flores del meneo De: José María Prieto Franco "Vía"                                                                                            | Este año no me ves el pelo De: Manuel Rodríguez Mascareña                                                                | Pega duro De: José Carlos Casado Carrillo "Pintao"                                                                      |
| 1989 | Las tonadilleras De: Manuel Sosa Lagarejo | Esto es lo que hay De: Carmelo González Rojas                                                                            | Pega duro De: José Columé Reyes "Pepito el Comercial"                                                                   |
| 1988 | Tarzán el hermoso y sus monos cariñosos De: Juan Columé Millán "Popeye"                                                                            | Una explosión de tonterías De: Manuel Rodríguez Mascareña                                                                | Vente mañana De: Juan Ramos Martín "Cano de la punta"                                                                   |
| 1987 | Los fantasmas que hacen uuuh De: Juan Columé Millán "Popeye"                                                                                       | Ele, esto es arte De: Manuel Rodríguez Mascareña                                                                         | La cosa tiene cojones De: José Columé Reyes "Pepito el Comercial"                                                       |
| 1986 | Los chicos blandos del rock duro De: Juan Columé Millán "Popeye"                                                                                   | Los superfrailes De: José María Prieto Franco "Vía"                                                                      | Los pregoneros del medieoveo De: José Columé Reyes "Pepito el Comercial"                                                |
| 1985 | Locos por la música De: Manuel Rodríguez Mascareña                                                                                                 | Los caballetes con boca y la cangrejata De: Eugenio Sosa Lagarejo                                                        | La feria de Villareal De: José María Prieto Franco "Vía"                                                                |
| 1984 | Del campo a la capetá De: Manuel Rodríguez Mascareña                                                                                               | Los afilaores andaluces De: Juan Ramos Martín "Cano de la punta"                                                         | Los hombres de las cavernas De: Manuel Sosa Lagarejo                                                                    |
| 1983 | Los angelitos De: Tomás Biedma Viso "Tomas el Negro"                                                                                               | T.B.O. de risa y cachondeo De: Eugenio Sosa Lagarejo                                                                     | Los Popeyes De: José María Prieto Franco "Vía"                                                                          |
| 1982 | Los kiowas del 95 De: Manuel Rodríguez Mascareña                                                                                                   | Los hermanos Marx De: José Columé Reyes "Pepito el Comercial"                                                            | El séptimo de caballería De: Benito Joaquín                                                                             |
| 1981 | ¡Cuánto más viejos más pellejos! De: Manuel Rodríguez Mascareña                                                                                    | Los jumines domingueros De: Carmelo Vázquez Martín                                                                       | Los presos de las tres pelotas y la que bota De: Manuel Sosa Lagarejo                                                   |
| 1980 | Los pitufos De: Eugenio Sosa Lagarejo | Los cabreros de Villamurgablanca De: Carmelo Vázquez Martín                                                              | Los gorditos del colegio de Acacito De: José María Prieto Franco "Vía"                                                  |
| 1979 | Los parpayeras del Teatro Soria De: Custodio Soáres Lucía                                                                                          | Los científicos sonaos De: Eugenio Sosa Lagarejo                                                                         | Los currantes en paro De: Juan Columé Millán "Popeye"                                                                   |
| 1978 | Los últimos de Camboya De: Juan Columé Millán "Popeye"                                                                                             | Los judokas De: Eugenio Sosa Lagarejo                                                                                    | Los bomberos de Luley De: Manuel Sosa Lagarejo                                                                          |
| 1977 | Los pensionistas De: Manuel Sosa Lagarejo | Las locas del tablao De: Juan Columé Millán "Popeye"                                                                     | Los buscadores de perlas De: Juan Columé Millán "Popeye"                                                                |
| 1976 | Los chóferes veteranos con sus pitos en las manos De: Juan Columé Millán "Popeye" (Compartido) Los zanganos De: Custodio Soares Lucía (Compartido) | | Los bastones de caramelo De: Manuel Yaque Moreno                                                                        |
| 1975 | Don Quijote de la Higuerita y sus Sanchos tararitas De: Custodio Soares Lucía                                                                      | Los grumetes De: Francisco Rodríguez Palma                                                                               | Los lereles señoritos De: Manuel Rodríguez Mascareña                                                                    |
| 1974 | Los chiflados de Chicago De: José Columé Reyes "Pepito el Comercial"                                                                               | Los zingaros De: Manuel Yaque Moreno                                                                                     | Los maletillas De: MIguel Gómez Martínez "Miguelín"                                                                     |
| 1973 | Nerón y los senadores De: Custodio Soares Lucía | Los cicutas De: Manuel Yaque Moreno                                                                                      | Los dormilones De: Manuel García Botellon "Chupito"                                                                     |
| 1972 | Nerón y los senadores De: Custodio Soares Lucía, Demetrio Paín Fernández                                                                           | Los paraguayos De: Manuel Yaque Moreno                                                                                   | Los ye-yes infantiles De: MIguel Gómez Martínez "Miguelín"                                                              |
| 1971 | Los camborios De: Wenceslao Ríos Mora "Uve Ríos"                                                                                                   | Los bandoleros De: Enrique Jabares Beltrán                                                                               | Los majos bandoleros De: Miguel López Pavón                                                                             |
| 1970 | Los turistas del tirol De: Juan Columé Millán "Popeye"                                                                                             | Los ye-yés ilusionistas De: Enrique Jabares Beltrán                                                                      | Los tunantes De: Manuel García Botellon "Chupito"                                                                       |
| 1969 | Los sultanes de arabia De: Enrique Jabares Beltrán                                                                                                 | Los inolvidables De: Antonio Aponte Munell                                                                               | Los piratas del caribe De: Manuel García Botellon "Chupito"                                                             |
| 1968 | Los ye-yés de los años 30 De: Enrique Jabares Beltrán                                                                                              | Los cirujanos De: Pedro Rodríguez Arnau "Pedrucho"                                                                       | Las arqueras De: Pili Quesada Serrano                                                                                   |

A su vez, se conocen los siguientes resultados en el concurso desarrollado a inicios del siglo XX previo a la prohibición de la fiesta durante la dictadura.
1935 - 1º Premio "Los pichis", 2º Premio "Los representantes del Metrol", 3º Premio "Los caricatos flamencos"
1935 - 1º Premio "Los marinos yanquis", 2º Premio "La escuela moderna", 3º Premio "Los caprichosos"
1934 - 1º Premio "Los camareros neoyorkinos", 2º Premio "Murga moderna", 3º Premio "Los pocholos"
1933 - 1º Premio "Los faquires", 2º Premio "Los representantes de Nestlé", 3º Premio "Los turistas ingleses"
1932 - 1º Premio "Los viajantes de la Crema Sam", 2º Premio "Los niños llorones"
1927 - 1º Premio "Los paragueros"

### Premios en Coros
La lista de vencedores del Concurso de Agrupaciones Carnavalescas de Isla Cristina en su etapa moderna (1968-actualidad) son los siguientes:
|      | 1.er Premio                                                                                             | 2º Premio                                                                                  | 3.er Premio                                                 |
| ---- | --- | ------------------------------------------------------------------------------------------ | ----------------------------------------------------------- |
| 2025 | El baile de los secretos "Los Espaciales" De: Juana Isabel Contreras Montenegro, Mateo Rodríguez Macías | Sastrería Ríos "Cochero" De: Juan Antonio Orta Orta "Cochero", y José Alfonso Jara Biedma" |                                                             |
| 2024 | La conquista "Los Espaciales" De: Juana Isabel Contreras Montenegro, Mateo Rodríguez Macías             | La Vanguardia De: José Luis López Rodríguez                                                |                                                             |
| 2023 | El espectáculo "Los Espaciales" De: Juana Isabel Contreras Montenegro, Mateo Rodríguez Macías           | La bella época "Candombe" De: Francisco Miguel García Cárdenas                             | Fata Morgana "Cochero" De: Juan Antonio Orta Orta "Cochero" |
| 2022 | La Juana "Los Espaciales" De: Juana Isabel Contreras Montenegro, Mateo Rodríguez Macías                 |                                                                                            |                                                             |
| 2020 | La tribu "Los Espaciales" De: Juana Isabel Contreras Montenegro, Mateo Rodríguez Macías                 | Candombe "Candombe" De: Francisco Miguel García Cárdenas                                   |                                                             |
| 2019 | La mansión encantada "Los Espaciales" De: Juana Isabel Contreras Montenegro, Mateo Rodríguez Macías     | Boulevard Club "Cochero" De: Juan Antonio Orta Orta "Cochero", Manuel Sosa de los Santos   |                                                             |
| 2018 | La canarinha "Los Espaciales" De: Juana Isabel Contreras Montenegro, Mateo Rodríguez Macías             | Batalla locura "Cochero" De: Juan Antonio Orta Orta "Cochero"                              |                                                             |
| 2017 | Broadway "Los Espaciales" De: Juana Isabel Contreras Montenegro, Mateo Rodríguez Macías                 | Bandera Negra "Cochero" De: Juan Antonio Orta Orta "Cochero"                               |                                                             |
| 2016 | Titirimundi "Cochero" De: Juan Antonio Orta Orta "Cochero"                                              | Mi barquito de vapor De: Joaquín Gutiérrez García Ayamonte                                 | De tus cenizas De: José Luis López Rodríguez                |
| 2015 | Mi barquito de vapor De: Joaquín Gutiérrez García, Anselmo García Martín Ayamonte                       | Wiricocha "Cochero" De: Juan Antonio Orta Orta "Cochero", Francisco González Salgado       | En la ruina De: José Luis López Rodríguez                   |
| 2014 | Pilopitrópicos "Cochero" De: Juan Antonio Orta Orta "Cochero", Francisco González Salgado               | Dueños de la calle De: Joaquín Gutiérrez García, Anselmo García Martín Ayamonte            |                                                             |
| 2013 | La casa de los horrores De: Juan Antonio Díaz Victoria "Juanan"                                         |                                                                                            |                                                             |
| 1995 | Los locos años 20 De: Wenceslao Ríos Mora "Uve Ríos"                                                    |                                                                                            |                                                             |

Nota: Participan fuera de concurso: "Los Zíngaros del Danubio" (Francisco López Chávez, 1968), "Los diplomáticos" (Francisco López Chávez, 1969), "Trovadores" (Bartolomé Beltrán, José Biedma, Horacio Noguera, 1970), "Ronda de España" (José Martín, Horacio Noguera, 1971), "Los porvos del Nilo" (Jesús Martín Biedma, 1989) y "Akelarre" (Jesús Martín Biedma, 1990)
A su vez, se conocen los siguientes resultados en el concurso desarrollado a inicios del siglo XX previo a la prohibición de la fiesta durante la dictadura, contextualizando que muchos años las categorías de Coros y Comparsas se superponían una a la otra.
1936 - 2º Premio "Los cosacos" 
1934 - 1º Premio "Las avispas" y "Los botones americanos"
1933 - 1º Premio "Los idealistas" y "El signo del Zorro", 2º Premio "Tuna cubana", 3º Premio "Guardias montacaraces"
1932 - 1º Premio "El empaste musical", 2º Premio "Los hijos de sol", 3º Premio "Los Harold Lloyd"
1931 - 1º Premio "Los gauchos"
1928 - 1º Premio "Los Abstemios", 2º Premio "Los pollos emigrantes del imperio Chino", 3º Premio "Los emigrantes del Imperio Chino"

## Semana de Calle

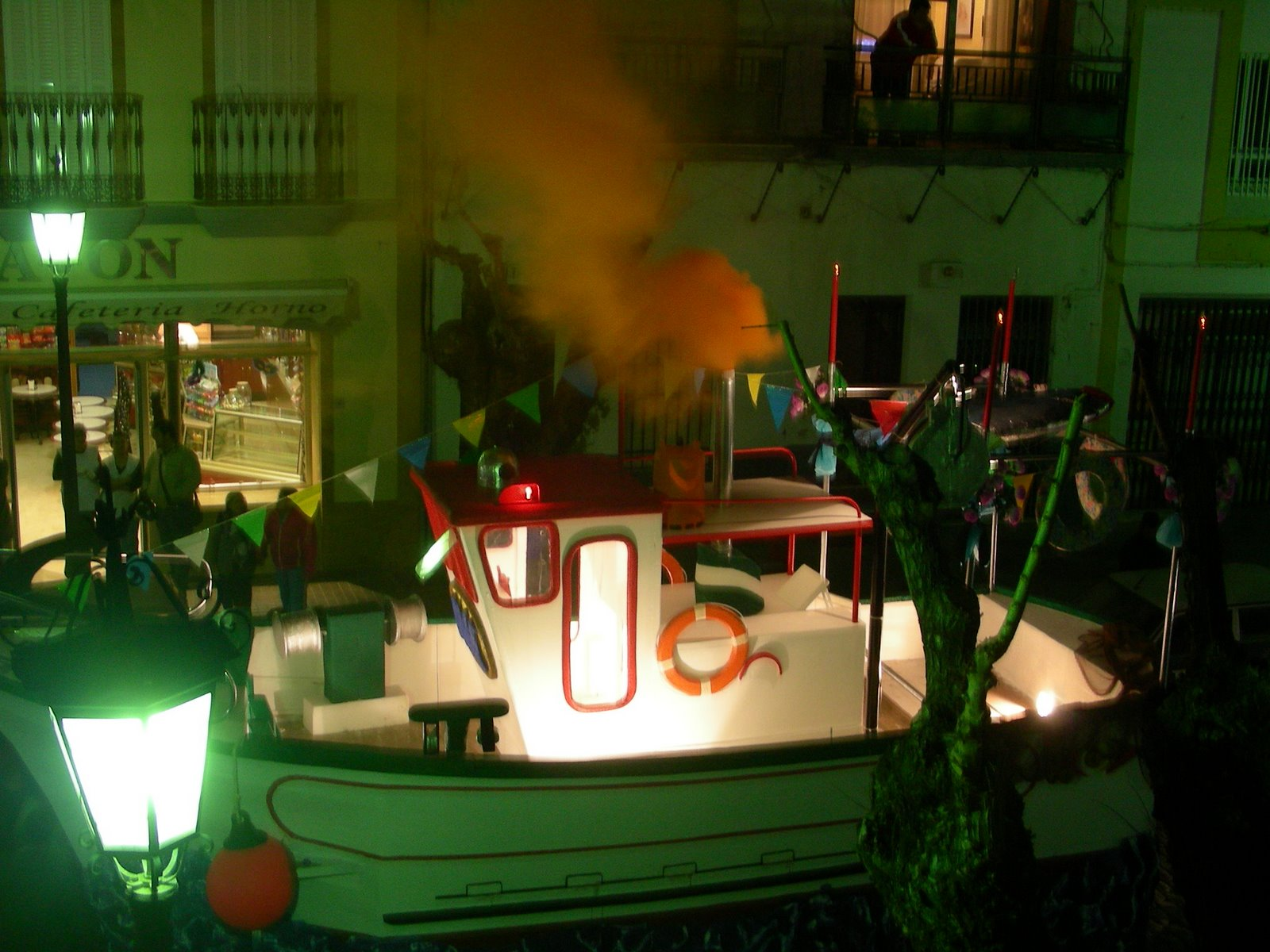
Desfile por el Paseo de los Reyes del Entierro de la Sardina, la última semana del carnaval.

Tras el fin de las actuaciones teatrales y la entrega de premios del Carnaval, la gente sale a la calle masivamente, la cabalgata, normalmente el domingo, con los disfraces y carrozas unos con motivos de las agrupaciones y otros con mecenazgo independiente o municipal, inicia con gran estruendo la semana de Calle, en la que la gente se disfraza, teniendo en cuenta que, según el día, más de la mitad de la población que pasea lo hace disfrazada y por la noche es raro ver gente sin disfrazar. El día más importante de esta semana es dicho de Cabalgata. No se queda atrás en animación y fiesta el miércoles siguiente, que es tan festejado o incluso más que el propio sábado de carnaval, día del entierro de la sardina en el que se hace una nueva cabalgata-procesión de viudas y una o varias carrozas cuyo motivo principal de al menos una es el funeral de la sardina que finalmente será quemada a modo de falla carnavalera con juego pirotécnico en el final de su recorrido, que suele ser la barriada de la Punta. Otros días clave del carnaval de calle son el baile Rosa, que cada año tiene una temática diferente, y el último día del carnaval, el domingo de piñata (aunque a veces el domingo de piñata se celebre un sábado).
El carnaval no siempre ha gozado de la fama actual, durante muchos años estuvo prohibido, sobre todo durante la dictadura, aunque gracias al espíritu isleño se siguió celebrando a pesar de tener que pasar por calabozo todo aquel que era visto disfrazado. La técnica consistía en ser apresado por la autoridad local, tomar los datos, entrar por la puerta delantera del calabozo y salir por la trasera, de forma que el festejo continuaba y la autoridad cumplía con su cometido, "aunque no fuera muy cuidadosa con el cumplimiento íntegro de la pena".

## Premios

### Premio Pito de Caña
Como reza en el Paseo de las Estrellas del Carnaval Isleño ubicado en un lateral del Teatro Horacio Noguera:
"El premio "Pito de Caña", que toma su nombre del instrumento musical más utilizado por las agrupaciones de carnaval, murgas, comparsas, coros y cuartetos, se concede a personas que han brillado por su aportación y trayectoria en el carnaval de teatro a lo largo de los años. Siendo el máximo galardón del Carnaval de Isla Cristina, otorgado anualmente a través de la Asociación de Carnavaleros Isleños (ACI), el Sábado de Carnaval, día que finaliza el Concurso de Agrupaciones del Carnaval de Isla Cristina y aglutinan en esta plaza miles de personas para cantar el himno del Carnaval "ISLA CRISTINA PRECIOSA" así como el famoso pasodoble "LA HIGUERITA MARINERA", y dar el pistoletazo de salida al Carnaval de Calle."
| Año  | Galardonados                              |
| ---- | ----------------------------------------- |
| 2004 | Manuel Casado Carrillo "Manolo el Pintao" |
| 2005 | Miguel Gómez Martínez "Miguelín"          |
| 2005 | Horacio Noguera (a título póstumo)        |
| 2006 | Wenceslao Ríos Mora "W. Ríos"             |
| 2007 | José María Rivero Lagarejo                |
| 2008 | Juan Carlos Casado Carrillo "El Pintao"   |
| 2009 | Juan Columé Millán                        |
| 2009 | Manuel Beas Conde (a título póstumo)      |
| 2010 | Manuel Rodríguez Mascareña                |
| 2011 | Enrique Jabares Barrera                   |
| 2012 | José Biedma Viso                          |
| 2013 | Antonio Cárdenas Cárdenas                 |
| 2014 | Francisco Bueno Chale                     |
| 2015 | Manuel Carrasco Galloso                   |
| 2016 | Rafael Rodríguez Redondo                  |
| 2017 | Juan Cárdenas Gómez                       |
| 2018 | José A. Aguilera "Chicha"                 |
| 2019 | Juan Venegas Columé                       |
| 2020 | Mateo J. Rodríguez Macías                 |
| 2022 | Manuel Galloso Cuellar                    |
| 2023 | José Columé Reyes "Pepito el Comercial"   |
| 2024 | Custodio Soares Lucia                     |
| 2025 | Juan Ramos Martín "Cano de la punta"      |

### Premio Patitas

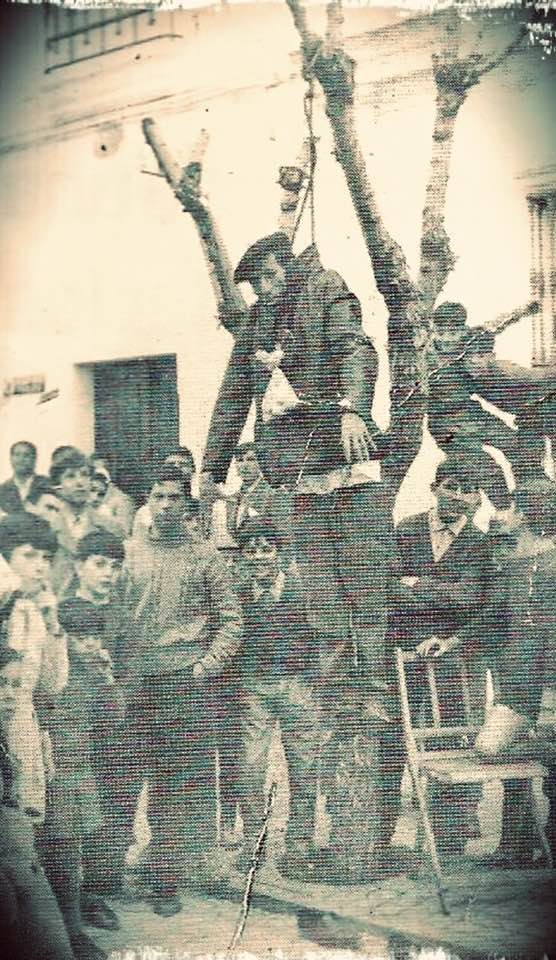
Aquel febrero del 1963, toda Isla Cristina corría hacia el Pº de los Reyes (frente a la Telefónica) para ver el “suicidio” de Manuel Fragoso Carrasco (nacido el 22 de marzo del 1925).

En el mismo Paseo de las Estrellas del Carnaval Isleño se puede leer referente al premio Patitas:
"El premio "Patitas", toma su nombre en honor a D. Manuel Fragoso Carrasco, conocido popularmente como "El patitas". Ilustre personaje del Carnaval de Calle por su aportación y participación a lo largo de su vida. Premio que otorga cada año La Federación Isleña de Peñas y Asociaciones de Carnaval (FIPAC) a aquellas personas que como él, han brillado por su trayectoria carnavalera colaborando al engrandecimiento del Carnaval de Calle"
| Año  | Galardonados                               |
| ---- | ------------------------------------------ |
| 2010 | Manuel Fragoso Carrasco (A título postumo) |
| 2011 | Adelina Vázquez Martín                     |
| 2012 | Pilar Abreu Aponte                         |
| 2013 | Emilio Castro Rojas                        |
| 2014 | Jesús Monclova Rodríguez                   |
| 2015 | Rafaela Silva Rodríguez                    |
| 2016 | Francisco Carmelo Ríos Cardoso "pakuki"    |
| 2017 | Juan Romero Alcaide "Pandullo"             |
| 2018 | Juani Morgado Cabello                      |
| 2019 | Ritín Rodríguez Tierra                     |
| 2020 | Antonia Álvarez Beltrán                    |
| 2022 | José Manuel Escobar Martín                 |
| 2023 | Mari Loli Carro Rodríguez                  |
| 2024 | Ángel de los Santos Acosta                 |

## Carnaval y cultura

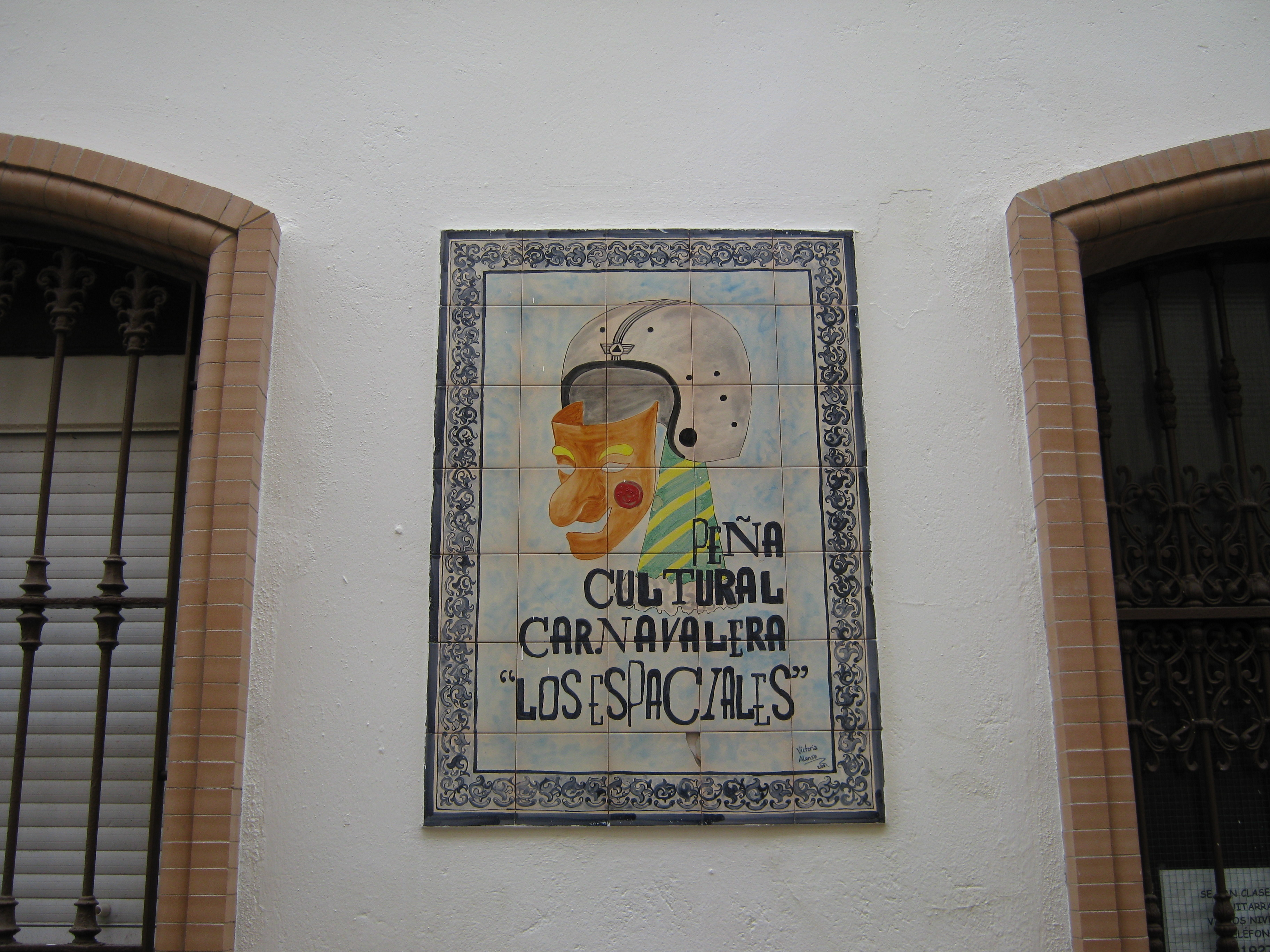
Peña cultural carnavalera Los Espaciales, una de las de más tradición de Isla Cristina

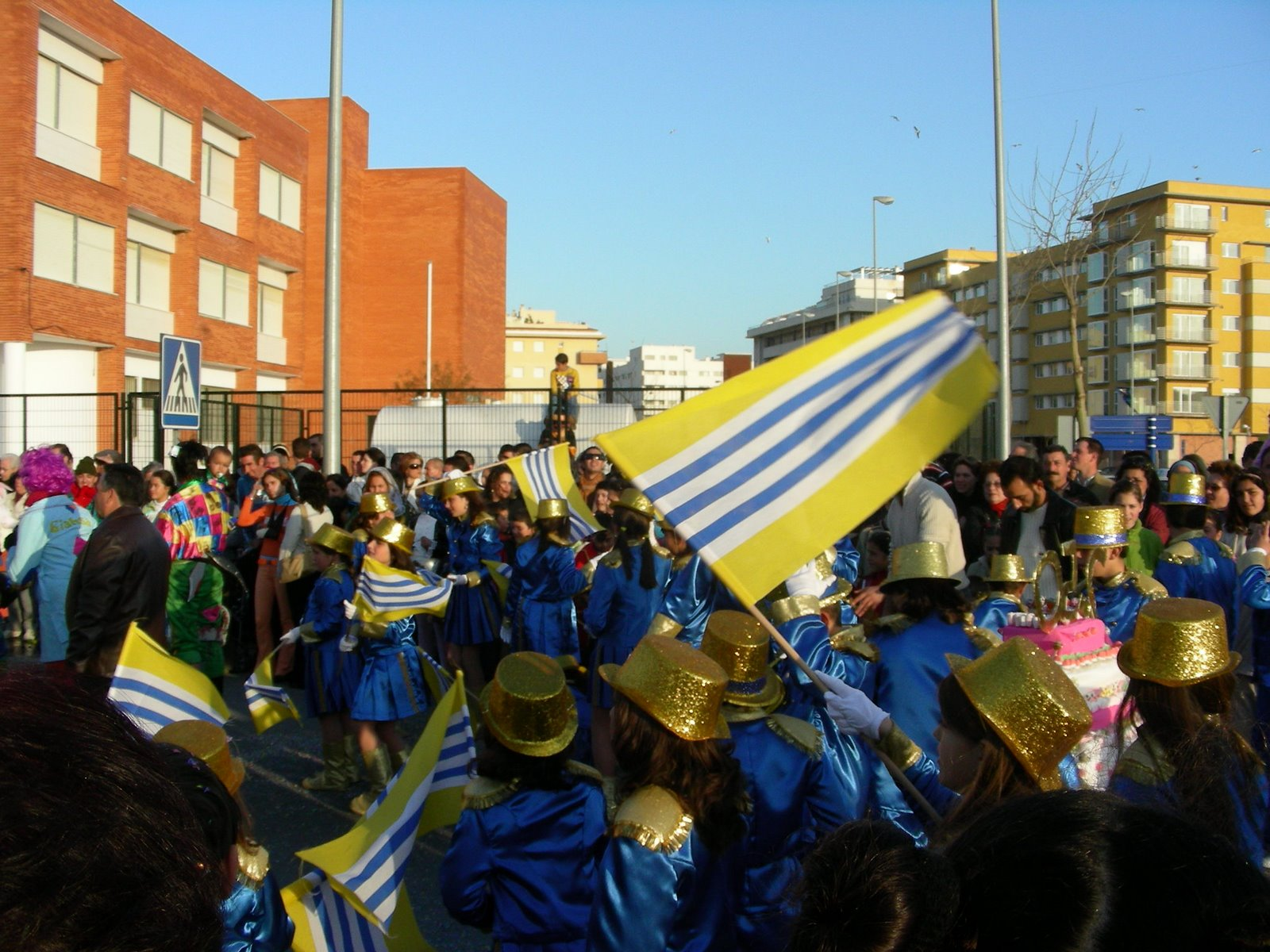
Desfile de una comparsa el domingo en la cabalgata del Carnaval.